# Època geològica
| Correspondència entre unitats geocronològiques i cronoestratigràfiques |                                     |
| Geocronològics (temps)                                                 | Cronostratigràfics (cossos de roca) |
| Eó                                                                     | Eonotema                            |
| Era                                                                    | Eratema                             |
| Període                                                                | Sistema                             |
| Època                                                                  | Sèrie                               |
| Edat                                                                   | Pis                                 |
| Cron                                                                   | Cronozona                           |

Una època geològica és una unitat geocronològica formal de l'escala temporal geològica que representa el temps corresponent a la durada d'una sèrie, la unitat cronoestratigràfica equivalent que comprèn totes les roques formades en aquest temps. Les èpoques són subdivisions dels períodes geològics i es divideixen al seu torn en edats. Solen reflectir canvis significatius en les biotas de cada període. Hi ha 38 èpoques definides per l'eó fanerozoic que es divideixen en 98 edats. La durada estimada de cadascuna de les diferents èpoques va des dels 13 als 35 milions d'anys. Pel Precambrià no s'han pogut establir divisions en èpoques a causa de l'escàs del seu registre fòssil.
Algunes èpoques tenen un nom derivat d'una localitat o àrea (com Lopingienc o Guadalupenc), unes altres de les característiques generals de la fauna que va habitar durant aquest temps (com Paleocè o Eocè), no obstant això la majoria dels noms respon simplement a la posició relativa dins del seu període (com Juràssic primerenc o Devonià mitjà).
Com a exemple: l'Era Cenozoica es divideix en tres períodes: Paleogen, Neogen i Quaternari. El període Paleogen es divideix en tres èpoques: Paleocè, Eocè i Oligocè. L'època Paleocè es divideix en tres edats: Danià, Selandià i Thanetià.